# Podbukovje pri Vačah
Podbukovje pri Vačah este o localitate din comuna Litija, Slovenia, cu o populație de 31 de locuitori.